# Dusty Springfield
Mary Isabel Catherine Bernadette O'Brien, cunoscută drept Dusty Springfield, (n. 16 aprilie 1939, Londra, Anglia, Regatul Unit – d. 2 martie 1999, Henley-on-Thames, Anglia, Regatul Unit) a fost o cântăreață britanică.